# Ретранслятор

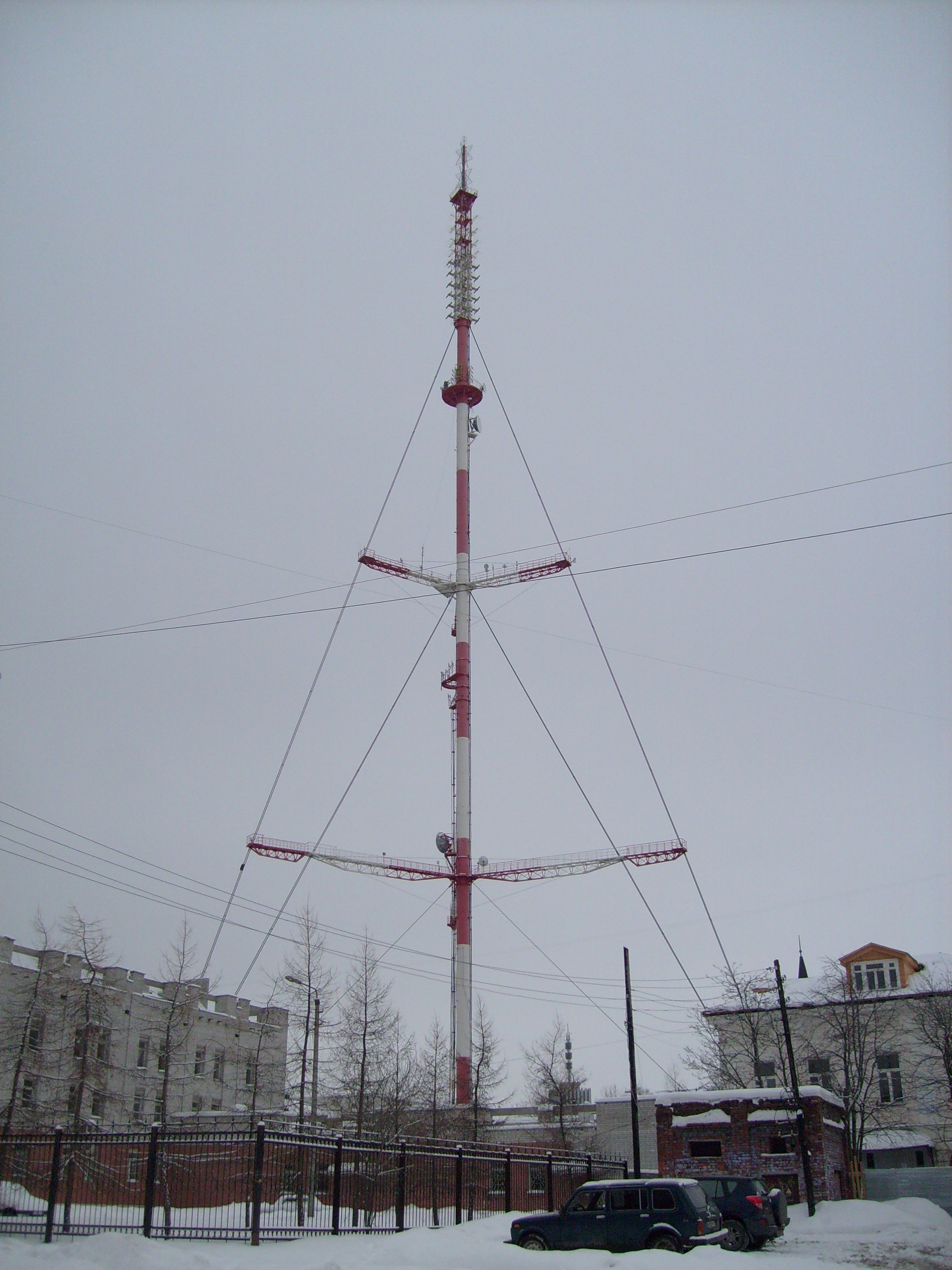
Телевышка в Архангельске возле здания ГТРК «Поморье»

Ретранслятор — оборудование связи, которое соединяет два или более радиопередатчика, удалённых друг от друга на большие расстояния.
В случае использования космических средств связи говорят о спутниках связи или о спутниках-ретрансляторах.
Ретрансляторы, дублирующие сигнал с существенной задержкой по времени и/или повторяющие его несколько раз, называют также «попугаями».

## Классификация по типу оборудования

### Активные ретрансляторы
Ретранслятор активный — приёмо-передающее радиотехническое устройство, располагающееся на промежуточных пунктах линий радиосвязи, усиливающее принимаемые сигналы и передающее их дальше.
В качестве промежуточного пункта может использоваться как неподвижный объект (башня радиорелейной линии, здание), так и подвижный объект (например, автомобиль, самолёт, корабль, спутник связи и т. д.), оборудованные аппаратурой ретрансляции сигнала.
Активный ретранслятор имеет антенну (или несколько антенн), радиоприёмник, радиопередатчик, источник электрического питания, средства дистанционного управления и контроля оборудования, средства автоматизации.
Современная аппаратура ретранслятора обычно выполнена на полупроводниковых приборах, однако мощные каскады передатчиков чаще конструируются с применением ламп (бегущей волны, магнетронов, клистронов и т. п.)
Широко распространенные ретрансляторы сигнала мобильной связи (такие как Aileron, D-Link, Energy, TP-Link и прочие) выполнены с использованием дуплексов, усилителей входного и выходного сигнала, приемо-передающих антенн. Системы усиления сотовой отличаются коэффициентом усиления и выходной мощностью.
В отличие от пассивных ретрансляторов, активные имеют ограничения на число линий связи и пропускную способность, определяемые его оборудованием.
Чтобы избежать взаимных помех на приёмных и передающих концах аппаратуры, применяется разделение сигналов:
- пространственное
- частотное
- временное
- кодовое

Для повышения надёжности ретранслятора в него обычно встраивается система контроля, не допускающая перегрузки передатчика выходным сигналом, и резервный комплект оборудования, включаемый автоматически или дистанционно.
В проводных системах связи аналогичные устройства (отличие только в среде распространения сигнала) обычно называются повторителями, репитерами (в цифровых системах) и линейными усилителями (в аналоговых). В смешанных и комбинированных сетях эти термины (ретранслятор, репитер, повторитель, линейный усилитель) могут применяться как обобщающие синонимы в соответствующем контексте.

### Пассивные ретрансляторы
Ретранслятор пассивный — устройство, определённой формы механическая конструкция, электропроводящая среда или небесное тело заранее известной или специально созданной формы, способное рассеивать или направленно отражать электромагнитное излучение рабочего диапазона частот линии связи и используемое в качестве промежуточного пункта этой линии.
В отличие от активных устройств, пассивные отражатели успешно обслуживают сети связи из практически неограниченного числа линий с различными частотами радиосигналов, так как взаимные помехи на отражателе с линейными характеристиками отсутствуют.
При работе через пассивный ретранслятор необходимый уровень перепринимаемого сигнала обеспечивают:
- увеличением мощности радиопередатчика
- увеличением размеров и эффективности антенн передающей и принимающей станций
- сужением используемой полосы частот
- понижением скорости передачи информации.

На линиях радиорелейной связи в качестве таких ретрансляторов используются плоские и Уголковые отражатели, антенные системы (зеркальные антенные комплексы).
В космической связи применяются пассивные спутники связи. Таков, в частности, американский «Эхо-2», представляющий собой надувной шар диаметром 40 м из полимерной плёнки, покрытый алюминием.
Исследуется возможность применения искусственных облаков из паров металла, ионизируемых солнечным излучением или радиоизлучением с Земли.
Также неоднократно проводились эксперименты по использованию поверхности Луны.
В отношении пассивных ретрансляторов применяется также термин «зеркало», вне зависимости от их практической конструкции.

#### Пояс иголок
Пояс иголок — искусственное космическое образование, созданное на околоземной орбите из большого количества коротких кусков тонкой металлической проволоки, выброшенных из контейнера искусственного спутника Земли;
Основное применение — может служить пассивным ретранслятором с ненаправленным рассеянием. Два пояса иголок на высоте около 4000 км — в экваториальной и полярной плоскостях — обеспечивают связь между любыми наземными пунктами.
Служит такой ретранслятор несколько лет, чрезвычайно надёжен и дешёв, однако:
- обладает малой предельной скоростью передачи сообщения (из-за очень большой протяжённости в пространстве).
- опасен для других космических объектов.
- для эффективного использования требуются значительные мощности наземных передатчиков.

## Классификация по взаиморасположению
Ретрансляторы так же, как и радиорелейные системы передачи, бывают прямыми и скрытыми. Прямые ретрансляторы работают по прямой видимости. Скрытые работают по принципу тропосферной связи.
В современных видах связи используются только ретрансляторы, работающие по прямому принципу, так как спектр частот, используемых ныне в радиорелейных линиях, на порядки выше диапазона, в котором действует тропосферная связь.

## Особенности цифровой техники
Ретрансляция в цифровых радиорелейных линиях подразумевает под собой полное восстановление цифрового сигнала с последующим усилением и дальнейшим кодированием. По этому принципу функционируют так называемые smart-ретрансляторы. В этом случае возможна неограниченная длина линии передачи.